# Felsbilder in Västerbottens län

Västerbottens län

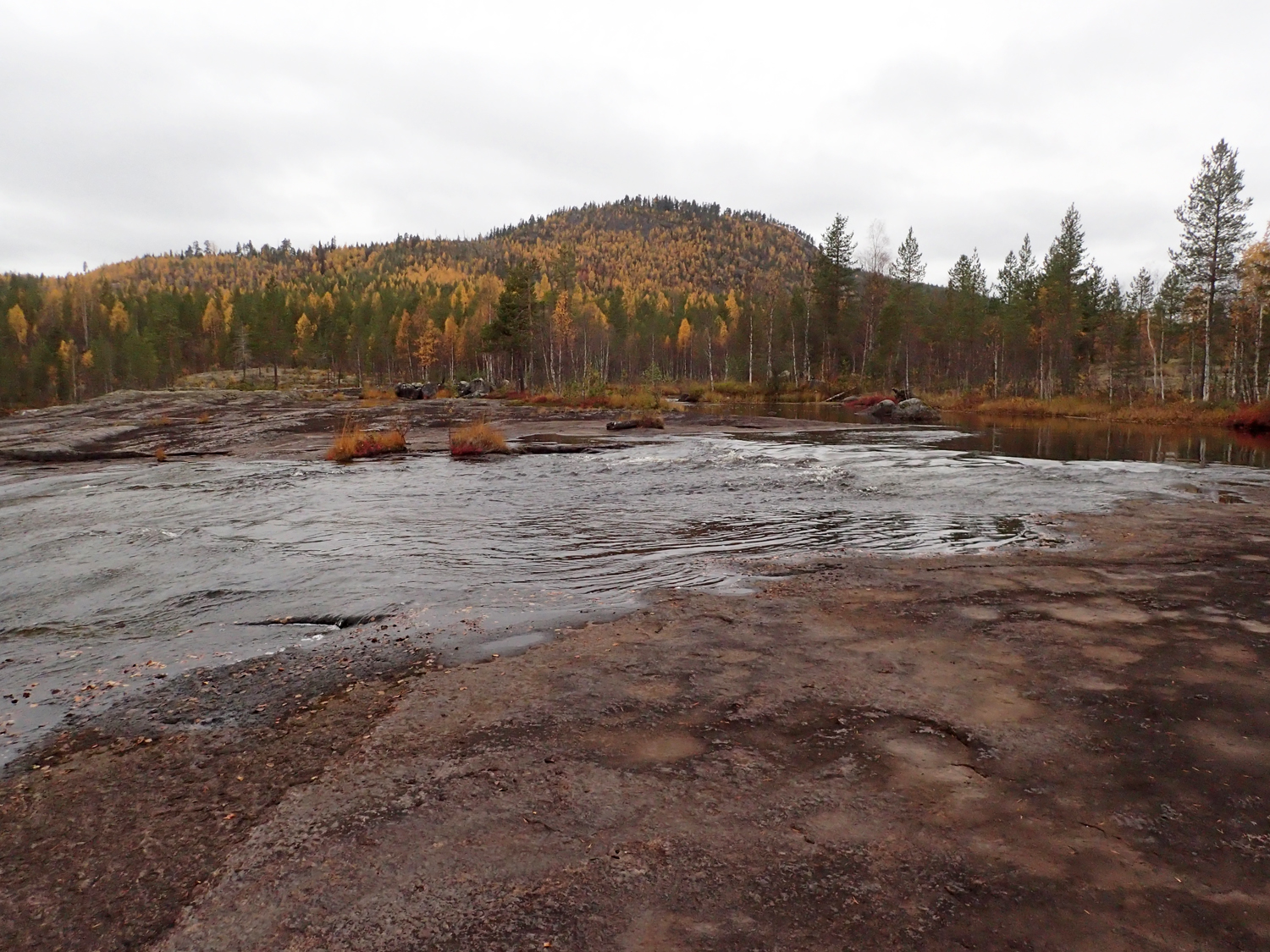
Lögdåkullen

Die Felsbilder in Västerbottens län in Nordschweden entstanden zwischen 4000 und 2000 v. Chr. in Form von Felsmalereien (schwedisch Hällmålningar) steinzeitlicher Jäger und Sammler. 
Die Felsbilder in Västerbottens län sind auf fast senkrechten etwas überhängenden Felswänden und Felsbrocken aufgetragen, die das Bild vor Verwitterung schützen. Sie liegen meist in der Nähe von Seen und Flüssen, in einigen Fällen in Wäldern, aber auch dort in der Nähe von Wasser. Die Bilder wurden meist mit rotem Ocker gemalt. Das häufigste Motiv ist der Elch. In einigen Fällen sind auch Mensch und Hund dargestellt. Auf den Felsmalereien von Finnsforsberget I sind etwa 20 Fischmotive, eine Hauptnahrungsquelle mesolithischer Gesellschaften, dargestellt, die bisher einzigen in Schweden gefundenen.
Die Provinz hat sechs bekannte Plätze mit Felsmalereien:
- Storberget[1], in Åsele socken
- Lögdån, unterhalb des Lögdåkullen in Fredrika
- Korpberget in Lycksele stad
- Finnforsberget I und II
- Norsjömorberget, in Skellefteå socken